# Kōji Yada
Kōji Yada (jap. 矢田 耕司, Yada Kōji, wirklich: 矢田 弘二; * 15. April 1933 in der Präfektur Tokio; † 1. Mai 2014) war ein japanischer Synchronsprecher (Seiyū).

## Leben
Kōji Yada erhielt eine Schauspielausbildung bei der Tokioter Theatertruppe Theatre Echo und wurde später von der Agentur Aoni Production unter Vertrag genommen. Er erlangte Bekanntheit für seine Rollen des Taran in der Science-Fiction-Anime-Reihe Uchū Senkan Yamato, sowie des Dr. Gero in Dragon Ball Z und Dragon Ball GT.
Kōji Yada starb am 1. Mai 2014 mit 81 Jahren an einem chronischen Nierenversagen.

## Rollen(Auswahl)
Die Jahreszahlen geben die Erstveröffentlichung des jeweiligen Werks an, was nicht zwingend dem Jahr seiner Sprechrolle entsprechen muss.
- 1972: Mazinger Z (Dr. Morimori, Erzähler, Piguman)
- 1974: Uchū Senkan Yamato (Taran)
- 1974: Getter Robo (Monji Ōgarashi, Dämon Yurā)
- 1975: Getter Robo G (Monji Ōgarashi, Dr. Gurā)
- 1977: Arrow Emblem: Grand Prix no Taka (Erzähler)
- 1978: Uchū Senkan Yamato 2 (Taran)
- 1978: Saraba Uchū Senkan Yamato – Ai no Senshitachi (Taran)
- 1974: Uchū Senkan Yamato III (Taran)
- 1984: Yume Senshi Wingman (Kentas Vater)
- 1986: Saint Seiya (Rōshi)
- 1992: Flanders no Inu: Boku no Patrasche (Bowman)
- 1992: Dragon Ball Z (Dr. Gero)
- 1997: Dragon Ball GT (Dr. Gero)
- 1998: Dr. Slump (Tsun Tsuruten)
- 1998: Record of Lodoss War: Chronicles of the Heroic Knight (Rasuta)
- 2000: One Piece (Rotfuss Jeff)
- 2005: Angel Heart (Großhofmarschall Chen)
- 2006: Bakkyū Hit! Crash B-Daman (Kurahito Saionji)
- 2006: Hanbun no Tsuki ga Noboru Sora (Yoshizō Tada)
- 2007: Dennō Coil (Illegal, Null, Ojiji)
- 2007: Gintama (Kahē Hashida)
- 2013: Saint Seiya Ω (Rōshi/Dōko)